# Torrent d'en Fenollet
Torrent d'en Fenollet (oficialment Torrent de Fenollet, com també es coneix) és un llogaret del municipi de Llanera de Ranes, en la Costera, conegut especialment pel seu porrat el primer divendres de març. Tenia 49 habitants empadronats el 2020 (INE).

## Història
Històricament ha estat conegut també com a Torrent de la Costera, Torrent d'Agulló o Torrent de Mereu (Meneu segons Sanchis Sivera). L'església parroquial, avui desapareguda, era dedicada a Sant Llorenç, que depenia eclesiàsticament de la parròquia de Rotglà des de 1574.
Torrent fou antigament una alqueria de moriscos (20 focs al segle XVI i 22 el 1609), i segons Agustí Ventura degué servir com a soc o mercat musulmà on es reunirien tots els pobles dels voltants, cosa que basa en la localització i estructura urbana de la localitat.
Com gran part de les alqueries dels voltants de Xàtiva, la de Torrent d'en Fenollet passà per diverses mans. Així, el 1415 s'anomenava «alqueria d'en Pere Dez Torrent», lloctinent del batle de Xàtiva que va morir aquell mateix any. El 1441 Torrent passava a Bernat de Ripoll, abans Sanç, per compra; i, posteriorment, la propietat del lloc passava pels Meneu i els Agulló. Fruit de l'endeutament, el 1589 la ciutat de Xàtiva el va embargar, passant a ser venuda a Josep Aznar. És el 24 de novembre de 1636 quan Violant de la Paz, viuda de Jerònim de Fenollet, compra Torrent a Josep Aznar fill (d'ací el nom actual de la localitat). Els darrers senyors de Torrent foren els Boïl d'Arenós, marquesos de Boïl, emparentats amb els Fenollet.

Al segle xviii, amb 56 habitants, Torrent va patir el terratrémol de l'any 1748, que afectà greument la comarca. Segons una crònica contemporània: 
| «                                                                                      | Torrente de la Costera. Este Lugar padeció mucho, se asoló la Casa de la Baronía, en la que se hallaban 27 personas de las que murieron cinco, nueve se libraron bajo los arcos de las puertas de los cuartos y los 13 restantes se sacaron de las ruinas a fuerza de gente y diligencia, aunque algunos muy maltratados pero todos viven. La Iglesia y una Hermita quedan derruidas, casas arruinadas del todo cinco, inhabitables cuatro, las demás desencuadernadas y todos los vecinos en el campo en chozas y barracas, daños se reputan a 2854 libras. | » |
| — Esteban Félix Carrasco, Relación puntual circunstanciada de las ruinas y extragos... | |   |

Torrent va constituir un municipi independent amb ajuntament propi fins al 1838 segons Sanchis Sivera o entre 1860 i 1877 segons els censos de població, quan fou agregat al de Llanera de Ranes.

## Porrat
El porrat de Torrent, que se celebra des de fa segles, té lloc el primer divendres de març de cada any i atrau gent de tota la comarca. Té com a origen la romeria a l'ermita del Santíssim Crist de la localitat, que segons Agustí Ventura commemora el tall de la séquia de Ranes per a escurar-la. S'hi instal·len diverses paraetes on hom pot trobar comestibles, joguets, jocs d'habilitat i atraccions.